# Mpenizelos Roufōs
Mpenizelos Roufōs (in greco: Μπενιζέλος Ρούφος, reso anche come Benizelos Rouphos; Patrasso, 1795 – Patrasso, 30 marzo 1868) è stato un politico greco, Primo ministro della Grecia per tre volte: dal 10 maggio al 30 ottobre 1863, dal 9 febbraio al 14 marzo 1865 e dall'11 dicembre 1865 al 21 giugno 1866.

## Biografia
Mpenizelos Roufōs nacque nel 1795 a Patrasso, nella regione greca dell'Acaia, dalla ricca famiglia dei Roufōs - Kanakarīs: suo padre era Athanasios Kanakarīs, eroe della Guerra d'indipendenza greca del 1821 - 1832. Durante la fase finale della guerra, sotto il governo del presidente Giovanni Capodistria, durato dal 18 aprile 1828 al 9 ottobre 1831, Mpenizelos Roufōs fu nominato governatore della città di Elia, mentre, poco tempo dopo, servì come ministro degli Esteri. Nel 1855, sotto il regno di Ottone I di Grecia, fu eletto sindaco di Patrasso, carica che mantenne per tre anni. Quando poi il sovrano fu esiliato, dopo il colpo di Stato del 10 ottobre 1862, Roufōs fu uno dei tre triumviri (insieme a Dimitrios Voulgaris e Konstantinos Kanaris che ressero brevemente il governo del Paese dal 10 ottobre al 31 ottobre 1862.
Durante il periodo di reggenza fino all'arrivo ad Atene del nuovo sovrano designato, il principe danese Guglielmo di Schleswig-Holstein-Sonderburg-Glücksburg, divenuto in seguito re Giorgio I di Grecia, l'ex sindaco di Patrasso fu scelto, il 10 maggio 1863, dall'Assemblea costituente come nuovo capo del governo transitorio, rimasto in carica fino al 30 ottobre successivo, quando arrivò in Grecia il nuovo monarca. Successivamente, Mpenizelos Roufōs fu Primo ministro per altri due brevi mandati: dal 9 febbraio al 14 marzo 1865 e dall'11 dicembre 1865 al 21 giugno 1866. Ritiratosi dalla vita politica, morì nella sua città natale il 30 marzo 1868, a 73 anni.